# Il castello incantato (Eddings)
Il castello incantato (Castle of Wizardry) è un romanzo fantasy scritto da David Eddings nel 1984 e pubblicato in Italia nel 1988. È il quarto romanzo del Ciclo di Belgariad.

## Trama
Il Globo di Aldur è stato recuperato, e deve essere riportato nella sua legittima dimora, a Riva. Garion, ormai meglio noto come Belgarion, il Figlio della Luce, deve prendere il suo legittimo posto come custode del Globo, e Ce' Nedra è costretta dagli eventi a diventare la sua legittima sposa, la Regina del Mondo. Ma le sorti di questa battaglia non potranno essere decise con una guerra come quella avvenuta migliaia di anni fa: questa volta, Torak l'Orbo potrà essere sconfitto solo da uno scontro con il suo pari.

## Edizioni italiane
- David Eddings, Il castello incantato, traduzione di Annarita Guarnieri, Fantacollana, n. 79, Milano, Editrice Nord, 1988,  p. 364.
- David Eddings, Il castello incantato, in Il ciclo di Belgariad - Secondo volume, traduzione di Ilaria M. Orsini, Tascabili Immaginario, n. 41, Roma, Fanucci Editore, 2004,  p. 778, ISBN 88-347-1021-5.